# 事八日

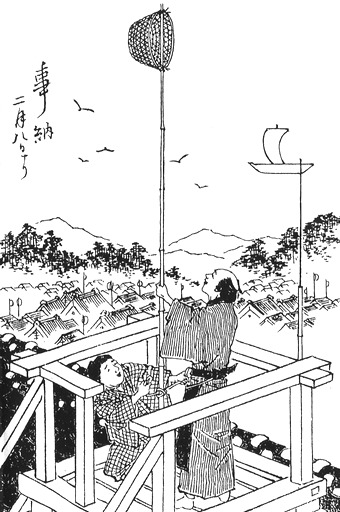
鮮斎永濯 『温古年中行事』。2月8日の「事納」に目籠を掲げている。

事八日・コト八日（ことようか）は、日本の年中行事。八日節供、八日待（まち）、八日ぞう、事始め/事納め、お事始め/お事納め、八日吹き、八日行、節供始め/節供納め、お薬師様、恵比寿講などとも呼ばれるが、民俗学上は「事八日」と総称される。

## 概要
例外もあるが原則として、2月8日と12月8日の年2回またはいずれかに行われる、2月8日と12月8日のどちらかを「事始め」、他方を「事納め」と呼ぶことがある。「事」を年間の祭事あるいは農作業と解釈し、2月を事始め・12月を事納めとするのが主流だが、関東の一部では「事」を新年の祝い事（正月行事）と解釈し、12月が事始め・2月が事納めとなる。
行事の内容は地域差が大きい。戦後徐々に行われなくなりつつある。

## 日付
地域によっては、2月8日か12月8日の片方のみ行う。中部地方以東では両日行うが、北陸地方から西日本では、12月が主。特に近畿・中国地方では、旧暦3月ごろの春事（はるごと）に吸収され、12月のみ行うことが多い。
本来は日付は旧暦で、青森県青森市浪岡、平川市平賀地域、山形県朝日町宮宿、河北町谷地、村山市稲下、福島県須賀川市などでは旧暦で行われる（ただし1970年代ごろの情報であり現状は不明）。
2月と12月以外に行われる地域もある。埼玉県蕨市、戸田市では、2月8日と11月8日に行われる。埼玉県さいたま市浦和区、東京都大島町 （伊豆大島）では、2月8日・4月8日・12月8日の年3回行われる。そのほか、埼玉県草加市では1月8日・2月8日・3月8日・4月8日・12月8日、三郷市では2月8日・4月8日・7月8日・10月8日・12月8日に行われることがある（必ずしもこれらの全ての日に行うということではない）。
福島県矢祭町では、各月の8日または10日に行われる。福島県塙町では、8日に目籠（後述）を掲げ10日にしまうなど、8日と10日に分けて行われる。

## 行事
妖怪や悪神（地域によって異なり、一つ目小僧・箕借り婆・疫病神・ダイマナコ など）が家を訪れ、害をなすという。それを防ぐため、目籠・ハリセンボン・蜂の巣・ヨモギ・山椒・唐辛子・ニンニク・柊に刺した鰯の頭などを、戸口や軒下に掲げ魔除けとする。
あるいは、恵比寿・薬師如来・大黒・田の神・山の神などが訪れるといい、赤飯・餅・団子などを家に供えて歓迎する。
栃木県南部と茨城県南西部の一帯では笹を束ねた「笹神様」を庭に掲げる風習がみられ「北関東のササガミ習俗」として国の文化財に選択されている。
埼玉県熊谷市江南地区（旧江南町）では、12月8日を鬼が飛ぶ晩（オニガトブバン）や、デエモンガエシと呼ぶ。物干し竿のような長い竹の先にミカエ（イ）と呼ばれる籠をつけ、そのカゴにネギなどの臭いものと小石を入れて、夕方、屋根の庇に立てておく。化け物や魔物避けのためだという。
針供養、すなわち、縫い針が供養される。関西では12月8日、関東では2月8日が多い。
農作業をしてはならない、山に入ってはいけないなどの物忌がある。